# Торретта, Гаспаре
Гаспа́ре Торре́тта (итал. Gaspare Torretta, 1883, Милан — 5 июля 1910, Милан) — итальянский легкоатлет, выступавший в беге на короткие дистанции и прыжках в длину. Участник летних Олимпийских игр 1908 года.

## Биография
Гаспаре Торретта родился в 1883 году в итальянском городе Милан.
Выступал в легкоатлетических соревнованиях за «Медиоланиум» из Милана. Четыре раза был чемпионом Италии в беге на 100 метров (1900—1902, 1906).
В 1906 году вошёл в состав сборной Италии на Внеочередных летних Олимпийских играх в Афинах. В беге на 100 метров занял 2-е место в четвертьфинальном забеге, 5-е — в полуфинальном. В прыжках в длину занял 17-е место, показав результат 5,65 метра и уступив 1,55 метра победителю Мейеру Принстейну из США. Также был заявлен в марафонском беге, прыжках в высоту и античном пятиборье, но не вышел на старт.
В 1908 году вошёл в состав сборной Италии на летних Олимпийских играх в Лондоне. В четвертьфинальном забеге занял 2-е место среди двух участников, показав результат 12,0 секунды. Также был заявлен в прыжках в высоту и длину, но не вышел на старт.
Умер 5 июля 1910 года в Милане.

## Личный рекорд
- Бег на 100 метров — 11,6 (1905)[4]